# Ано Трипотамос
Ано Трипотамос или Горна Лужица (на гръцки: Άνω Τριπόταμος, катаревуса: Άνω Τριπόταμον, Трипотамон, до 1927 година Άνω Λουζίτσα, Ано Лузица) е бивше село в Република Гърция, дем Бер, област Централна Македония.

## География
Ано Трипотамос е разположено в на 4 километра южно от град Бер (Верия), на 410 m надморска височина, на десния бряг на река Трипотамос, на пътя Бер-Кожани, срещу Долна Лужица (Трипотамос).

## История
Селото е унищожено в 1822 година при потушаването на Негушкото въстание. Обновено е след Първата световна война. В 1926 година става част от новоформираната община Топляни. В 1927 година името на селото е сменено на Ано Трипотамос, но то не фигурира в преброяването от 1928 годинаа.
В Ано Трипотамос е запазена църквата „Свети Николай“.